# 雲紋美洲鱥
雲紋美洲鱥（學名：Notropis nubilus），為輻鰭魚綱鯉形目雅羅魚科的其中一種，分布於北美洲美國威斯康辛州北部紅雪松河上游流域、明尼蘇達州東南部、愛荷華州東部、威斯康辛州南部和伊利諾州北部的密西西比河流域，本魚呈長橢圓形且側扁，眼大、口近下位，本魚背部和上側呈現深黃色或橄欖色，下側銀色，體中央有一條深色縱紋，魚鱗鑲黑色邊，體側形成網狀紋，尾鰭叉形，體長可達9.3公分，棲息中小型、礫石底質的溪流底中層水域，屬雜食性，以藻類及小型無脊椎動物為食。